# شانون برين
شانون برين هو لاعب كرة قدم كندية كندي، ولد في 16 مارس 1989.

## وصلات خارجية
- شانون برين على موقع JustSportsStats.com (الإنجليزية)